# Ja tebja nikogda ne zabudu
Ja tebja nikogda ne zabudu (russisk: Я тебя никогда не забуду) er en sovjetisk spillefilm fra 1983 af Pavel Kadotjnikov.

## Medvirkende
- Viktor Sjulgin som Pjotr Nikiforovitj
- Ljubov Sokolova som Agrippinna Ivanovna
- Gennadij Nilov som Sjustov
- Jelena Drapeko som Masja Polunina
- Anatolij Rudakov som Andrej